# Leda col cigno (Uffizi)
Leda col cigno è un dipinto a olio e resine su tavola (130×77,5 cm) di un pittore leonardesco, forse Francesco Melzi, databile al 1505-1507 circa e conservato nella Galleria degli Uffizi a Firenze. Si tratta di una delle migliori copie della perduta Leda di Leonardo da Vinci.

## Storia
L'opera proviene forse dalla collezione Gualtieri dell'Aquila e, dopo varie vicende, giunse agli Uffizi nel 1989 dalla raccolta Spiridon. Con la versione della Galleria Borghese e quella della Wilton House vicino Salisbury, è considerata l'opera più vicina all'originale leonardesco perduto.
Per quanto riguarda l'attribuzione Berenson ritenne l'opera oggi fiorentina come autografa leonardesca, ma la critica odierna converge invece sull'opera di allievi, forse Francesco Melzi (Hoogewerff, 1952), con una possibile collaborazione di Joos van Cleve per il paesaggio. La datazione è in genere assegnata alla fine del soggiorno milanese del Melzi, prima della partenza col maestro in Francia.
Altri nomi proposti sono stati Cesare da Sesto o quel Ferrante spagnolo, aiuto di Leonardo nel 1505 per la Battaglia di Anghiari.

## Descrizione e stile
La raffigurazione mostra una sensuale Leda abbracciata al cigno, personificazione di Zeus, con una corona di fiori al collo.
Ai piedi della donna, le due uova da cui sarebbero nati, secondo alcune versioni del mito, le sorelle Elena e Clitennestra e i Dioscuri gemelli Castore e Polluce. Rispetto ad altre redazioni, il dipinto mostra una maggiore ricchezza nello sfondo, con una notevole attenzione nella descrizione delle erbe e dei fiori del prato e un gusto di ascendenza nordica nelle visione di una grotta coperta di vegetazione e nel paesaggio lacustre con una cittadina. Tipicamente leonardesca è invece il dettaglio delle montagne a picco chiarissime, rese quasi invisibili dalla foschia, segnando la distanza spaziale secondo la tecnica della prospettiva aerea.